# Солнечное затмение 16 июля 2186 года
Солнечное затмение 16 июля 2186 года — полное солнечное затмение 139 сароса. Будет лучше всего видно в тропических и экваториальных широтах Северного полушария Земли (в основном — на территории Колумбии, Венесуэлы и Гайаны). Примечательно тем, что это самое длинное полное солнечное затмение как минимум за 8 тысяч лет — с 3000 года до н.э. по 5000 год н.э. — оно продлится 7 минут 29 секунд, в то время как максимальная теоретически возможная продолжительность полного солнечного затмения в нашу эпоху всего 3 секунды больше — 7 минут и 32 секунды.
Благодаря своей рекордной продолжительности периодически упоминается в астрономических журналах и журналистcких публикациях. Авторы статьи «Солнечные затмения большой продолжительности полной фазы» в «Журнале Королевского астрономического общества Канады» от 1955 года пишут: «Предполагается, что полная фаза солнечного затмения 16 июля 2186 года будет длиться 7 минут 29 секунд, что очень близко к теоретическому максимуму. К сожалению, эта продолжительная полная фаза будет наблюдаться в точке с координатами 45°47′ з.д., 7°19′ с.ш., посреди Атлантического океана» и спекулируют, что к этому времени, возможно, можно будет продлить наблюдение полной фазы при помощи «платформы, перемещающейся со скоростью, приблизительно равной скорости лунной тени, над атмосферой Земли». Сожаление о неудобном месте наблюдения выражает и автор статьи 2000 года в британском журнале. Современные СМИ пишут об этом событии в контексте актуальных солнечных затмений, приводя его в пример, как рекордно долгое в человеческой истории (текущий рекорд — затмение 743 года до н.э.); VICE в шутку предполагают, что к этому моменту люди могут вымереть, и затмение будут наблюдать только животные.